# Băng ghi 9 đường

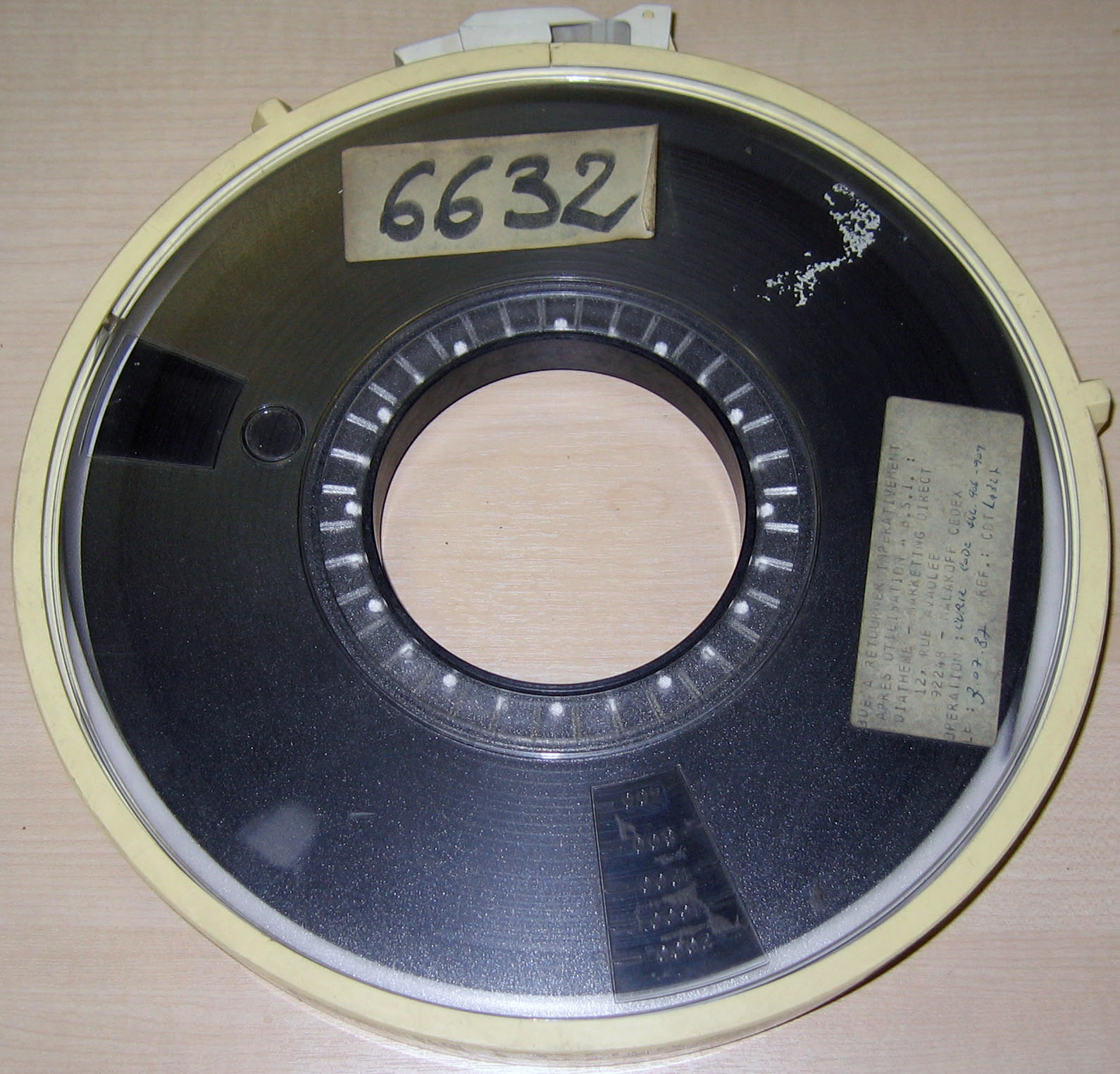
Một băng ghi 9 đường

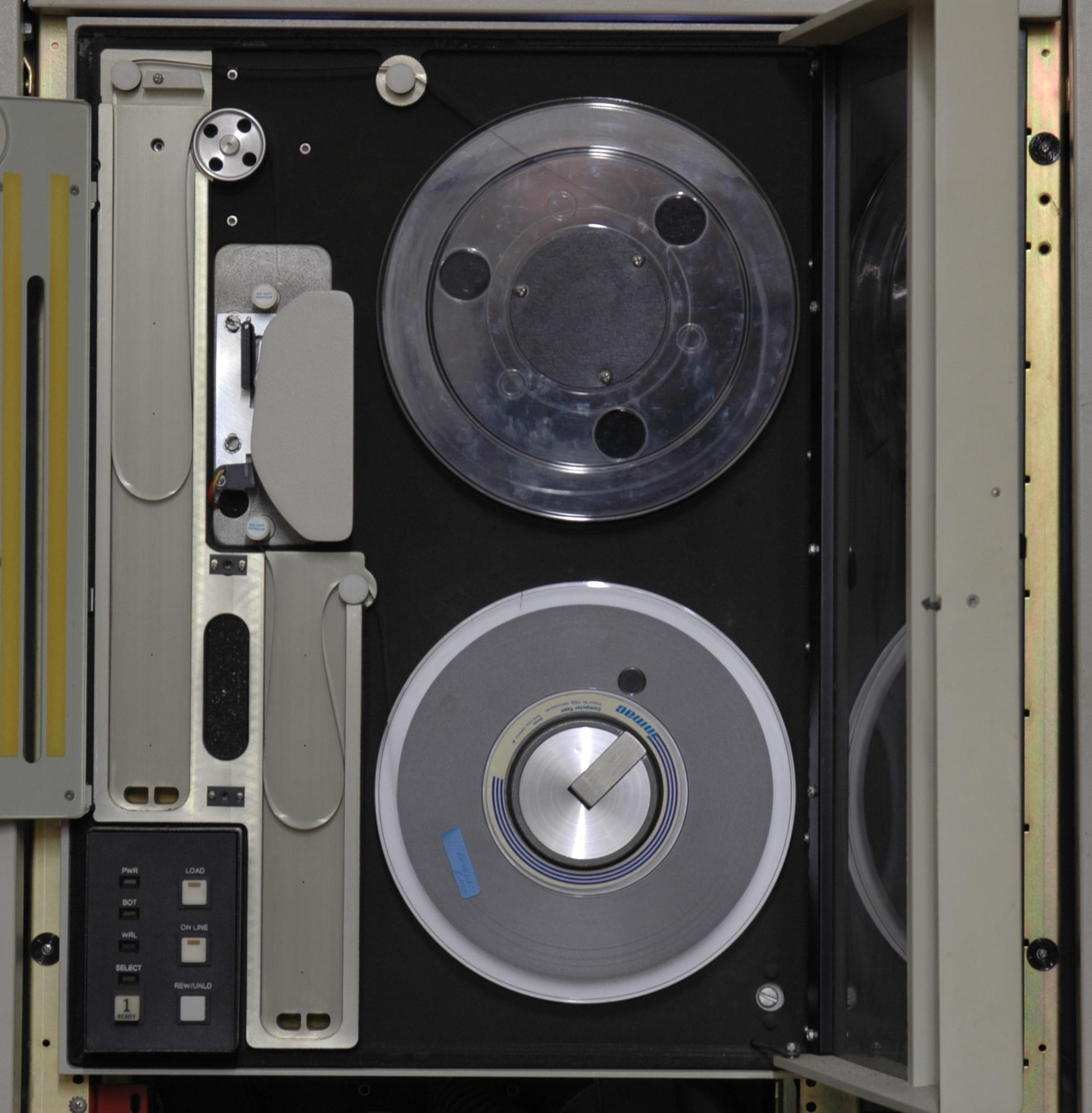
Một ổ băng 9 đường

Băng ghi 9 đường là chuẩn băng ghi dữ liệu của máy tính IBM System/360, được phát hành vào năm 1964 và sau đó được thừa nhận cho các hệ thống ghi tương thích. Băng ghi sử dụng cuộn băng từ tính cỡ ½ inch (12,7 mm), cùng cỡ băng với định dạng IBM 7 cũ hơn (ra đời năm 1952), nhưng định dạng mới này có 9 đường, trong đó 8 đường cho 8 bit dữ liệu (octet) và một đường cho bit chẵn lẻ.
Các phương pháp ghi băng khác nhau được sử dụng trong suốt cuộc đời của nó khi tốc độ băng từ và mật độ dữ liệu tăng lên, bao gồm PE (mã hóa pha), GCR (ghi mã theo nhóm) và NRZI ("không quay trở lại bằng không, là đảo ngược", đôi khi được phát âm là "nur-zee"). Băng ghi có độ dài khác nhau, dài nhất lên đến 1.100 m (3.600 feet). Những máy ghi/đọc băng từ thường gọi là ổ băng (tape drive).
Trong hơn 30 năm, định dạng này đã chiếm ưu thế trong lưu trữ và truyền dữ liệu ngoại tuyến. Nhưng đến cuối thế kỷ 20 nó đã lỗi thời, và nhà sản xuất cuối cùng của băng đã dừng sản xuất vào đầu năm 2002 , và sản xuất ổ băng kết thúc vào năm sau .